# Вооружённые силы Малави
Вооружённые силы Малави или Малавийские силы обороны (англ. Malawian Defence Force) — государственная вооруженная организация ответственная за защиту Малави. Она была сформирована из британских колониальных войск, созданных до обретения страной независимости в 1964 году. Малавийские силы обороны включают в себя: сухопутные войска, полицейские службы, воздушное крыло и флотскую составляющую.

## История

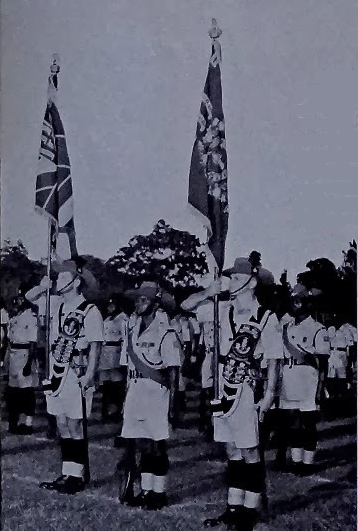
2-й батальон Королевских африканских стрелков. Из рекламного объявления о торжествах в Федерации, проведённых в честь тогдашнего премьер-министра Роя Веленского.

В 1953 году Британский протекторат Ньясаленд вошёл в состав Федерации Родезии и Ньясаленда. В 1963 году федерация была распущена и 9 мая этого же года протекторат получил право на самоуправление. 31 декабря 1963 года было провозглашено государство Малави (англ. Malawi) и 6 июля 1964 года протекторат получил признание в своей независимости.
После обретения страной независимости от Соединенного Королевства началось формирование национальных вооружённых сил для защиты страны. Формирование проходило на основе сил и вооружения Великобритании, находившихся в Малава. Первый батальон был сформирован из частей 1-го Королевского африканского стрелкового батальона (англ. 1-st King’s African Rifles), располагавшегося в городе Зомба. Его численность составила 2000 солдат, которые расквартировались там же, в Зомбе в казармах Коббе.
6 июля 1966 года была провозглашена Республика Малави, а Хастингс Банда стал первым её президентом. После церемонии приведения к его присяге, он занялся укреплением армии. В этом содействовал британский экспатриант, бригадир Пол Льюис.
Малави подписала первоначальные соглашения о присоединении к резервной бригаде САДК, южноафриканскому компоненту Африканских резервных сил.

## Сухопутные войска

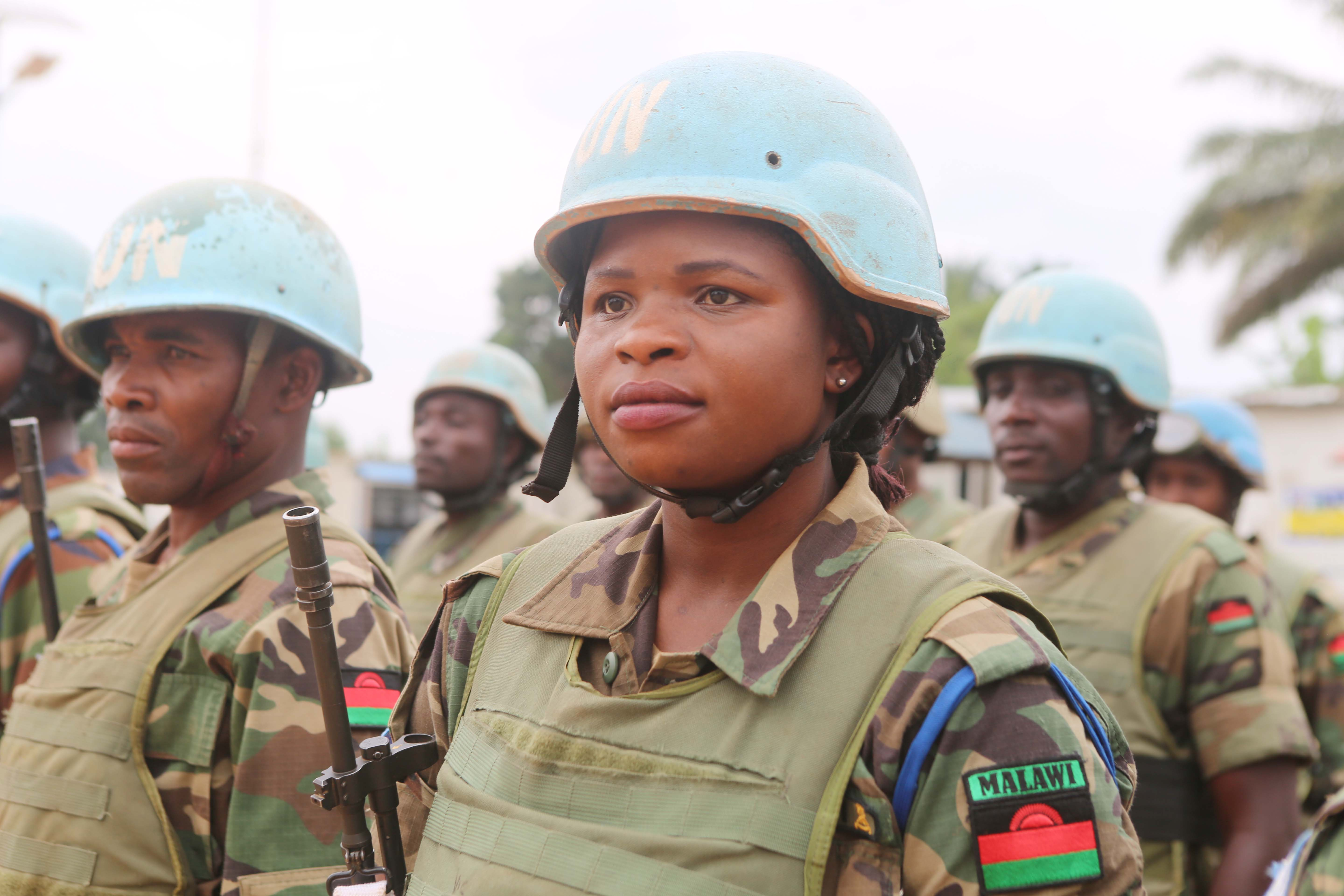
Военный контингент Малави в составе миротворческих сил. Бени, провинция Северная Киву, ДР Конго, 20 декабря 2018 года

Сухопутные войска Малави на 2019 год состоят из трёх стрелковых (пехотных) полков, одного парашютного батальона, артиллерийского батальона и батальона боевой поддержки. Все подразделения находятся в ведении Министерства обороны. Согласно внешней политике США, Государственный департамент с 2003 года выделяет средства на обучение военных Малави, в частности персонала из 2-го полка и 3-го полка.
Общая численность 5200 человек
- 3 пехотных полка
  - 1-й пехотный полк (Зомба)
  - 2-й пехотный полк
  - 3-й пехотный полк (Мзузу)
- 1 парашютный батальон (Мвера англ. Mvera)
- 1 артиллерийский батальон
- 1 батальон боевой поддержки (Мвера)

### Участие во внутренних конфликтах
В 1993 году армия поддержала свержение диктатуры Хастингса Банды: после того как Банда объявил о многопартийных выборах, за одну ночь армия провела операцию «Бвезани» (возвращение) по разоружению «Юных пионеров Малави» (англ. Malawi Young Pioneers) — военизированного крыла партии Банды. И способствовала проведению демократических выборов.
5 апреля 2012 года, когда президент Бингу ва Мутарика находился при смерти (позже в этот день он скончался), ходили слухи о возможном конституционном перевороте, направленном против вице-президента Джойс Банда и помеху ей временно занять пост президента. Военные под командованием генерала Генри Одилло приняли под контроль больницу, где находился президент Мутарика, приставили охрану к вице-президенту и разместили бойцов в резиденции и других правительственных зданиях. Эти меры позволили осуществить мирный конституционный переход власти.

### Техника и вооружение
| Фото                             | Тип                 | Описание                            | Количество   | Примечания               |
| Бронетехника                     | Бронетехника        | Бронетехника                        | Бронетехника | Бронетехника             |
| -------------------------------- | ------------------- | ----------------------------------- | ------------ | ------------------------ |
|                                  | Eland-90            | Боевая разведывательная машина      | 30           | По состоянию на 2018 год |
|                                  | FV721 FOX           | Боевая разведывательная машина      | 20           | По состоянию на 2018 год |
|                                  | RAM Mk3             | Боевая бронированная машина         | 8            | По состоянию на 2018 год |
|                                  | Ferret 701          | Разведывательный бронеавтомобиль    | 8            | По состоянию на 2018 год |
|                                  | Marauder            | Бронеавтомобиль-бронетранспортёр    | 9            | По состоянию на 2018 год |
|                                  | Casspir             | Бронеавтомобиль-бронетранспортёр    | 14           | По состоянию на 2018 год |
|                                  | PUMA M26-15         | Бронеавтомобиль-бронетранспортёр    | 8            | По состоянию на 2018 год |
| Буксируемая и возимая артиллерия |                     |                                     |              |                          |
|                                  | L118                | 105-мм буксируемая гаубица          | 9            | По состоянию на 2018 год |
|                                  | M3 howitzer         | 105-мм буксируемая гаубица          | 16           | По состоянию на 2018 год |
|                                  | L16A1               | 81-мм буксируемый миномёт           | 82           | По состоянию на 2018 год |
|                                  | ЗПУ-4               | 14,5-мм зенитный пулемёт            | 40           | По состоянию на 2018 год |
|                                  | ДШК                 | 12,7-мм зенитный пулемёт            | 32           | По состоянию на 2018 год |
| Стрелковое оружие                |                     |                                     |              |                          |
|                                  | Lee Enfield         | 7,7-мм ружьё со скользящим затвором |              |                          |
|                                  | Пулемёт Калашникова | 7,62-мм пулемёт                     |              |                          |
|                                  | HK G3               | 7,62-мм самозарядная винтовка       |              |                          |
|                                  | L1A1                | 7,62-мм самозарядная винтовка       |              |                          |
|                                  | FN FAL              | 7,62-мм самозарядная винтовка       |              |                          |
|                                  | Daewoo K2           | 5,56-мм автомат                     |              |                          |
|                                  | Vektor R5           | 5,56-мм автомат                     |              |                          |
|                                  | Sterling L2         | 9-мм пистолет-пулемет               |              |                          |
|                                  | Browning Hi-Power   | 9-мм самозарядный пистолет          |              |                          |

## Военно-воздушные силы
ВВС Малави были созданы в 1976 году в сотрудничестве с Германией. С 1976 по 1980 год было поставлено 6 самолетов Dornier Do 27 и 8 лёгких самолетов Dornier Do 28. В то же время из Франции были поставлены вертолёты SA.316 Alouette III, AS.350 Écureuil, AS.355 Écureuil 2, и 3 SA.330 Puma. В 1986 году получен один административный самолёт BAe 125-800. С 1986 по 1989 год были введены в строй 4 Dornier Do 228 на замену Dornier Do 28. В 1990 году из Соединенных Штатов были доставлены 2 C-47. На протяжении 1990-х годов в строй был введён ряд других типов воздушных судов. С начала 2000-х годов в распоряжении малавийских ВВС находится 12 воздушных судов. BAe 125-800 и SA.365 Dauphin используются для перевозки первых лиц государства и VIP-персон. Транспортные задачи выполняются 4 самолетами Dornier Do 228, 6 самолетами Dornier Do 128D Skyservant и 2 вертолетами SA.330 Puma. На вертолёте SA.316 Alouette III выполняются задачи связи.
На 2019 год общее количество персонала 200 человек. Основная база ВВС Малави — Международный аэропорт Чилика.

### Техника и вооружение
| Фото      | Тип                            | Описание                                                    | Количество | Примечания                         |
| Самолёты  | Самолёты                       | Самолёты                                                    | Самолёты   | Самолёты                           |
| --------- | ------------------------------ | ----------------------------------------------------------- | ---------- | ---------------------------------- |
|           | Dornier Do 128D Skyservant     | Транспортно-пассажирский двухмоторный самолёт местных линий | 6          |                                    |
|           | Dornier Do 228                 | Транспортно-пассажирский двухмоторный самолёт местных линий | 4          | 1 в строю по состоянию на 2018 год |
|           | BAe 125-800                    | Административный самолёт                                    | 1          |                                    |
| Вертолёты |                                |                                                             |            |                                    |
|           | Aérospatiale AS.532UL Cougar   | Средний многоцелевой вертолёт                               | 1          | 1 в строю по состоянию на 2018 год |
|           | Aérospatiale SA 330 Puma       | Средний транспортный вертолёт                               | 2          | 1 в строю по состоянию на 2018 год |
|           | Aérospatiale AS.332 Super Puma | Средний транспортный вертолёт                               | 1          | 1 в строю по состоянию на 2018 год |
|           | Aérospatiale AS.350 Écureuil   | Лёгкий многоцелевой вертолёт                                | 1          | 1 в строю по состоянию на 2018 год |
|           | Aérospatiale SA.341B Gazelle   | Лёгкий многоцелевой вертолёт                                | 4          | 4 в строю по состоянию на 2018 год |
|           | Aérospatiale AS.365 Dauphin    | Административный вертолёт                                   | 1          |                                    |

## Военно-морские силы
Как страна без выхода к морю, Малави имеет незначительный флот без существенной военной мощи. В некоторых источниках указывается как «Корпус морской пехоты». Военно-морские силы Малави, в основном, сосредоточены на озере Малави в Обезьяньем Заливе. Флот Малави образован в начале 1970-х годов при помощи военно-морских сил Португалии, передавших часть лодок флотилии Ньясаленда из португальских колоний в Западной Африки. В 2007—2008 годах численность персонала флотилии была 225 человек.
По состоянию на 2019 год Флотилия находится под командованием армии. База флотилии — Обезьянья бухта озера Малави. Флотилия служит для патрулирования и охраны водных границ, численность состава — 220 военнослужащих.
В эксплуатации находятся следующие суда
- Патрульные катера — 2
  - P 703 Kasungu (бывший Anteras) в строю с 1988 года (ранее находился в ВМС Франции)
  - P 704 Kaning’a (бывший Namacurra) выведен из эксплуатации в 1993 году
- Десантные катера — 1
  - P 702 Chikoko I (тип LCM-1) не используется с 2000-х годов
- Лёгкие катера — 12
  - композитный катер общего назначения — 12 (тип Buccaneer Inflatables / Buccaneer Legend) эксплуатируются с 1993 года

## Национальная полиция
Национальная полиция включает в себя силы правопорядка, пограничный патруль и другие военизированные формирования. На 2019 год общая численность — около 4200 человек. На вооружении находятся 40 бронированных машин, 9 артиллерийских орудий и воздушные суда.
| Фото | Тип                         | Описание                       | Количество | Примечания                         |
| ---- | --------------------------- | ------------------------------ | ---------- | ---------------------------------- |
|      | Shorland S52                | Бронированный автомобиль       | 8          | По состоянию на 2018 год           |
|      | Ferret 701                  | Бронированный автомобиль       | н.д.       |                                    |
|      | BN-2T Defender              | Пограничный патрульный самолёт | 3          | 3 в строю по состоянию на 2018 год |
|      | SC.7 3M Skyvan              | Транспортный самолёт           | 1          | 1 в строю по состоянию на 2018 год |
|      | Eurocopter AS.365 Dauphin 2 | Патрульный вертолёт            | 2          | 2 в строю по состоянию на 2018 год |